# Fotograaf

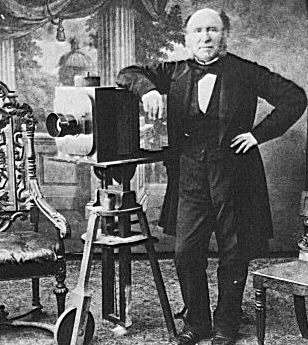
Engelse fotograaf in zijn studio rond 1850

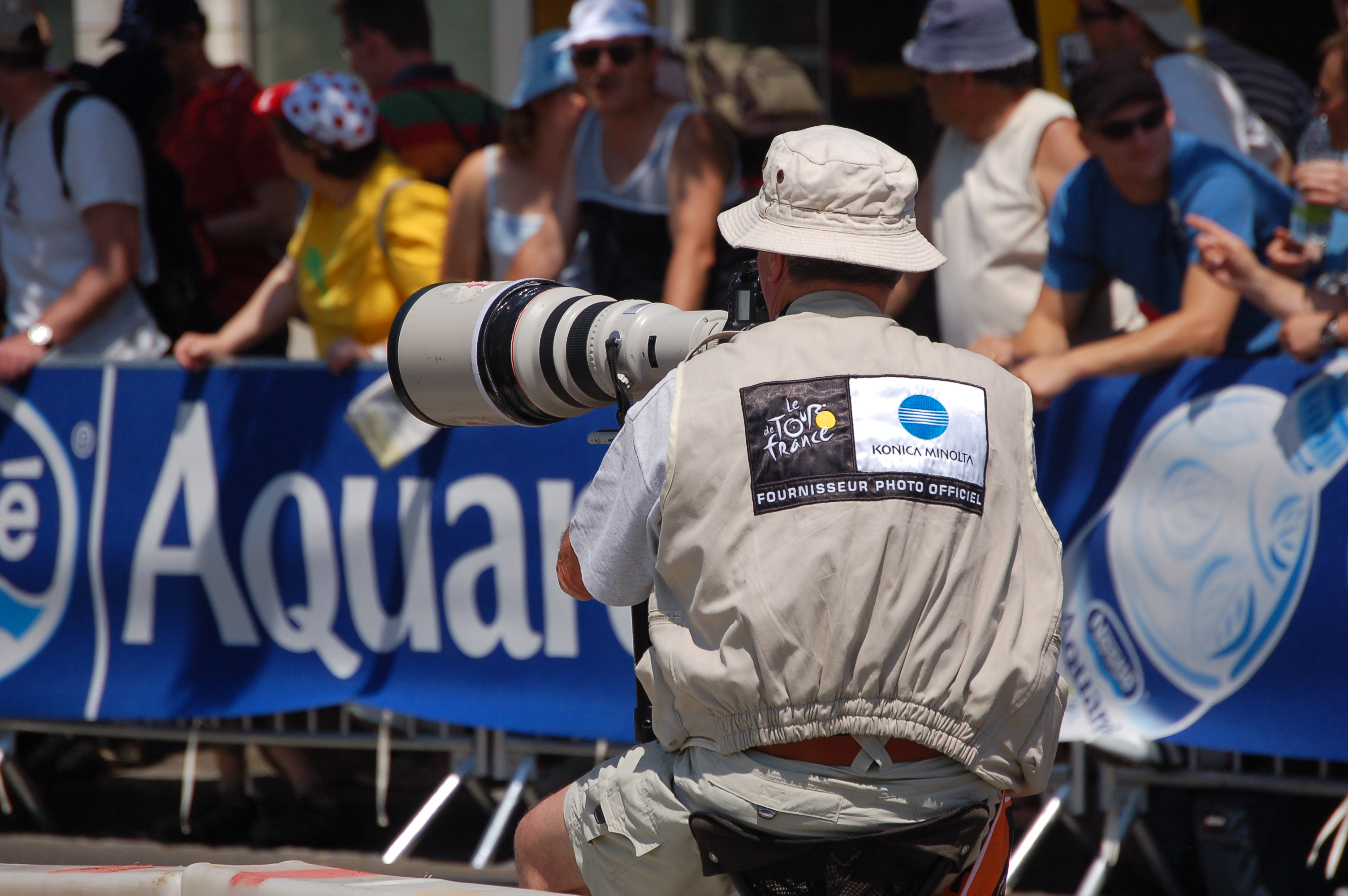
Een sportfotograaf tijdens de Ronde van Frankrijk

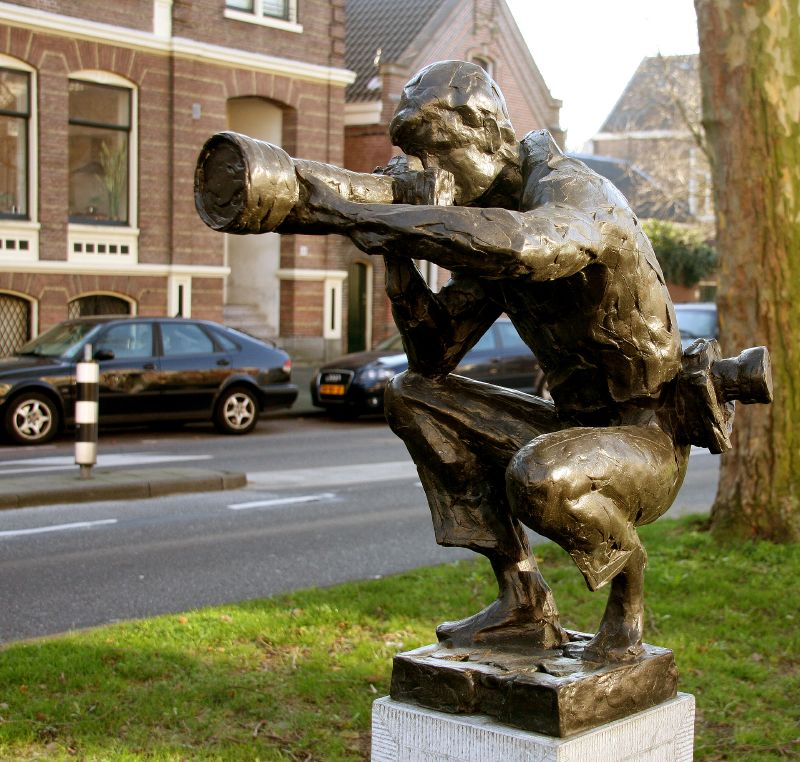
Fotograaf door Kees Verkade, Haarlem, 1995

Een fotograaf of fotografe is iemand die (in het bijzonder beroepshalve) foto's maakt met een fototoestel.

## Geschiedenis
Kort na de uitvinding van de fotografie namen fotografen de plaats in van rondreizende kunstschilders, om de mensen in het gehele land te vereeuwigen. Deze rondreizende fotografen namen hun apparatuur, inclusief de materialen om hun glasplaten te ontwikkelen, en soms zelfs een leren tent als donkere kamer, mee op reis.
Toen het fototoestel ook voor gewone mensen betaalbaar en bruikbaar was geworden, verdween de rondreizende fotograaf, met uitzondering van de landschapsfotograaf. In de grotere plaatsen vestigden zich fotografen die mensen portretteerden, in eerste instantie uitsluitend voor familieportretten, maar naderhand ook voor het gebruik op identiteitsbewijzen. Naast het maken van portretfoto's verdienden deze fotografen hun brood met de verkoop van filmmateriaal en camera's en het ontwikkelen en afdrukken van de foto's die de mensen zelf maakten.

## Specialismen
In de loop der tijd hebben zich veel specialismen ontwikkeld binnen de fotografie, die onderling nauwelijks raakvlakken hebben, zelfs waar het de schaal van het werk betreft. Sinds de ontwikkeling van de luchtvaart zijn er gespecialiseerde fotografen voor het maken van luchtopnamen, terwijl aan de andere kant preparaten onder een microscoop vastgelegd worden voor biologen en metallurgen. Ook is er een uitsplitsing naar technisch-documentalistisch werk en naar artistieke fotografie.
Er zijn verschillende fotografen te onderscheiden die zich specialiseren in een vakgebied, zoals:
- Bedrijfsfotograaf
- Documentairefotograaf
- Hoffotograaf
- Huwelijksfotograaf
- Industrieel fotograaf
- Interieurfotograaf
- Kunstfotograaf
- Landschapsfotograaf
- Luchtfotograaf
- Modefotograaf
- Natuurfotograaf
- Ogenbliksfotograaf
- Oorlogsfotograaf
- Paparazzi
- Persfotograaf
- Portretfotograaf
- Productfotograaf
- Reclamefotograaf
- Sportfotograaf
- Theaterfotograaf

## Patroonheilige
In de Rooms-Katholieke Kerk is H. Veronica de patrones van de fotografen.